# 布洛姆福德 (明尼蘇達州)
布洛姆福德（英語：Blomford）是位於美國明尼蘇達州伊善提縣伊善提鎮區及北布蘭奇鎮區的一個非建制地區。

## 地理
布洛姆福德所處的海拔為高於海平面288米（即945英呎），而該地所採用的時區為UTC-6，即北美中部時區（CST）。同時該地設有夏令時間，為UTC-6調快一小時，即UTC-5（CDT）。